# Eirene troglodyta
Eirene troglodyta is een hydroïdpoliep uit de familie Eirenidae. De poliep komt uit het geslacht Eirene. Eirene troglodyta werd in 1998 voor het eerst wetenschappelijk beschreven door Watson. 